# پژروا (استان اوپوله)
پژروا (به لهستانی: Przerwa) یک منطقهٔ مسکونی در لهستان است که در گمینا والتسه واقع شده‌است.